# Jonas Andersen
Jonas Solberg Andersen (* 8. März 1981 in Sarpsborg) ist ein norwegischer Eishockeyspieler, der seit 2005 bei Sparta Sarpsborg in der norwegischen GET-ligaen spielt.

## Karriere
Jonas Andersen begann seine Karriere in seiner Heimatstadt bei der Nachwuchsabteilung von Sparta Sarpsborg. 1998 gelang ihm der Sprung in die Profimannschaft und er nahm mit seinem Heimatverein an der Elitserien teil. 
Nach fünf Jahren beim gleichen Verein wechselte der Stürmer im Jahr 2004 zum Leksands IF in die zweite schwedische Spielklasse, die HockeyAllsvenskan, in der er insgesamt 27 Spiele bestritt. Gegen Ende der Saison 2004/05 kehrte er zu seinem Heimatverein zurück und bestritt mit ihm in dieser Saison noch 16 reguläre Meisterschaftsspiele und nahm an vier Play-off-Begegnungen teil. Seit diesen Zeitpunkt steht er wieder bei Sparta Sarpsborg unter Vertrag. Neben der Nominierung in das All-Star-Team der Eliteserien im Jahr 2004, war er im Jahr 2007 Topscorer und bester Torschütze der Liga. In der Saison 2010/11 gewann er mit Sparta Sarpsborg erstmals in seiner Laufbahn den norwegischen Meistertitel.

### International
Auf internationaler Ebene spielte Andersen für Norwegen erstmals bei der U18-Junioren-Weltmeisterschaft 1999. Im Juniorenbereich folgte ein weiterer Auftritt bei der U20-Junioren-B-Weltmeisterschaft 2000. Für die Seniorenmannschaft lief er bei der Weltmeisterschaft der Division I 2004 sowie den A-Weltmeisterschaften 2006 und 2007 auf. Bei den Olympischen Winterspielen 2010 in Vancouver rückte er als Ersatz für Morten Ask kurzfristig in den norwegischen Kader. Im Turnierverlauf blieb er in vier Spielen punkt- und straflos.

## Erfolge und Auszeichnungen
- 2004 All-Star-Team der Eliteserien
- 2007 Topscorer der GET-ligaen
- 2007 Bester Torschütze der GET-ligaen
- 2011 Norwegischer Meister mit Sparta Sarpsborg

## GET-ligaen-Statistik
(Stand: Ende der Saison 2010/11)